# Antologia di Planude
L'Antologia di Planude è una raccolta di poesie della fine del XIII secolo, compilata dal monaco e grammatico bizantino Massimo Planude, che conserva quasi 2400 epigrammi.
Giunse in Europa grazie al cardinale Bessarione, il quale destinò i suoi libri alla Biblioteca nazionale Marciana di Venezia. In Italia venne pubblicata per la prima volta nel 1494 da Giano Lascaris a Firenze.

## Struttura
L'opera è conservata in tre manoscritti principali: il primo, autografo, è conservato nella Biblioteca nazionale Marciana di Venezia (manoscritto greco numero 481) e risale al 1299, gli altri due sono stati scritti sotto la supervisione di Planude e si trovano a Londra (B.M. Add. 16409) e Parigi (Bibliothèque Nationale, manoscritto greco 2744), entrambi del 1300/1305; il manoscritto francese, frammentario, costituisce la versione definitiva dell'opera. Nel manoscritto veneziano gli epigrammi sono divisi in due parti, indizio del fatto che Planude utilizzò due fonti per la propria raccolta, entrambi affini all'Antologia Palatina e all'antologia di Kephalas; solo 388 epigrammi non sono inclusi nella Palatina: essi costituiscono la cosiddetta Appendice planudea nelle edizioni moderne dell'Antologia greca come XVI libro.
Gli epigrammi sono raccolti in sette libri: epigrammi epidittici, satirici, funerari, ekphrasis, l'ekphrasis di Cristodoro di Copto, epigrammi votivi ed epigrammi amorosi; in ciascun libro gli epigrammi sono suddivisi in capitoletti tematici ordinati alfabeticamente.